# 哈里根先生的手机
《哈里根先生的手机》（英語：Mr. Harrigan's Phone）是2022年上映的美国青春劇情片，改编自斯蒂芬·金故事集《解决那个局外人》的同名中篇小说，由约翰·李·汉考克执导、编剧，唐纳德·萨瑟兰、傑登·馬泰爾、乔·蒂皮特和柯尔比·豪威尔-巴普蒂斯特联袂出演。电影于2022年10月5日上线Netflix。

## 剧情
故事发生在2003年，自从母亲过世后，年幼的克雷格与退休企业家约翰·哈里根成为朋友，哈里根安排克雷格给自己读书读报，每个礼拜三次。五年后，克雷格长大成人，哈里根也步入耄耋之年。也就是在这个时候，克雷格进入中学读书。克雷格在学校被恶霸肯尼·扬科维奇霸凌，得到女教师哈特眷顾，哈特与克雷格因此变得亲近。
哈里根把一张彩票送给克雷格，克雷格意外获得3000美元奖金，在圣诞节前夕自己收到父親贈送的第一代蘋果手機之後，也運用了獎金為哈里根买了第一代iPhone。哈里根一开始对新出现的智能手机措手不及，但后来还是享受使用的乐趣。没过多久，哈里根病逝，克雷格沉浸在失去挚友的痛苦中。在葬礼上，克雷格偷偷把哈里根的iPhone扔进棺材里。哈里根的助手前来通知克雷格，原来哈里根把一大笔遗产赠给了他。哈里根收到80万美金的信托基金，完成了之后的学业，走上了作家道路，而这也是克雷格之前跟哈里根说过的梦想。为了表示感谢，克雷格拨通了哈里根的电話。
第二天早上，克雷格突然收到哈里根发来的短信，当时他以为是手机出了问题。然而生活还是要继续，克雷格与暗恋对象一起去跳舞，结果被校霸肯尼袭击。肯尼责怪克雷格告发他在学校里卖毒品，还他被学校开除。克雷格伤心不已，晚上拨通了哈里根的电话，说自己很担心肯尼的霸凌无休止，希望哈里根给他一些建议。结果第二天，肯尼意外死亡，是半夜溜出家门，在翻越卧室窗户的时候摔死的。克雷格得知情况后惊吓不已，立马去苹果零售店买了最新款的iPhone 3G，把旧款扔掉了。
克雷格最终顺利毕业，到波士顿读大学，攻读新闻学。在波士顿，克雷格收到父亲电话，说哈特女士被一位酒驾的司机撞死了，她的未婚夫在医院接受治疗。然而肇事司机迪恩·惠特默并没有受到法律惩罚，而是被送去治疗。 听完这件事，克雷格非常愤怒，立马回到卧室用旧iPhone打电话给哈里根，希望惠特默能被做掉。只因在哈里根逝世前曾期許克雷格遇到敵人時要毫不猶豫地剷除，保護自己不需要有罪惡感。然而之後克雷格後悔了也希望不會實現，但没过多久克雷格就收到惠特默在淋浴时自杀的消息。克雷格开车去事发的康复中心，贿赂了一位工作人员，希望从中套出惠特默的死因，工作人员透露惠特默是把沐浴露和肥皂块吞下去噎死的。克雷格感到不安，因为那块肥皂是哈特小姐经常用的品牌，惠特默在自杀前写下了塔米·怀内特歌曲《Stand by Your Man》的一句歌词，而这首歌就是哈里根的手机铃声。
克雷格在精神崩溃中回到家乡，回憶起哈里根剛過世時自己曾經拜访了哈里根之前不让他进的“秘密壁橱”，结果发现这个壁橱是用来纪念自己母亲的神龛，與克雷格一樣，懷念早逝的母親，也因為同樣的遭遇而選擇了克雷格為自己讀本。克雷格到哈里根的墓前拜祭，为自己之前发出的死亡信息道歉。克雷格推测哈里根之所以给自己发古怪的短信，是为了恳求克雷格让自己的灵魂安息，希望他能凡事向前看。克雷格又去了母亲的坟墓前，含泪跪倒在地，乞求原諒。他又跑道小镇的采石场，站在菜市场的边缘凝视水流走向，之后就把手机扔进水里。离开后，克雷格平静地表示，希望自己去世的时候口袋空空如也。

## 演员
- 唐纳德·萨瑟兰 饰 约翰·哈里根（John Harrigan）
- 傑登·馬泰爾 饰 克雷格（Craig）
  - 柯林·奥布莱恩（Colin O'Brien）饰 幼年克雷格
- 乔·蒂皮特（英语：Joe Tippett） 饰 克雷格父亲
- 雀儿喜·库尔茨（Chelsea Kurtz）饰 克雷格母亲
- 柯比·豪厄尔-巴蒂斯特（英语：Kirby Howell-Baptiste） 饰 哈特女士（Ms. Hart）
- 赛勒斯·阿诺德（英语：Cyrus Arnold） 饰 肯尼·扬科维奇（Kenny Yankovich）
- 托马斯·弗朗西斯·墨菲（Thomas Francis Murphy）饰 皮特·博斯特维克（Pete Bostwick）
- 佩吉·斯科特（Peggy J. Scott）饰 埃德娜·格罗根（Edna Grogan）
- 塔莉娅·托里奥（Thalia Torio）饰 蕾吉娜（Regina）
- 亚历克莎·谢·尼兹亚克（Alexa Shae Niziak）饰 玛吉·玛丽（Margie Marie）

## 制作
2020年7月，Netflix宣布买下《哈里根先生的手机》的电影改编权，交由布倫屋製片公司制作，约翰·李·汉考克执导，汉考克与莱恩·墨菲编剧。2021年10月，唐纳德·萨瑟兰、傑登·馬泰爾、柯尔比·豪威尔-巴普蒂斯特和乔·蒂皮特加盟剧组。主体拍摄于2021年10月20日在康乃狄克州启动，2021年12月22日杀青。

## 发行
电影于2022年10月5日上线Netflix。

### 专业评价
汇总媒体烂番茄根据66条评论打出45%的“腐烂度”，平均得分45/100。网站共识写道：“《哈里根先生的手机》从未与原著引人入胜的主题产生很好的联系，即便两位富有才华的主角献上了层次感明显的表演。”Metacritic根据15条评论打出55/100的平均分，表示“褒贬不一或口碑平平”。
常识媒体的布莱恩·科斯特洛（Brian Costello）打出4/5星的评分，认为“观众可能想要一部恐怖惊悚片，但这部电影更像是一部成长题材作品，讲述了复仇行为带来的危险，反思了自智能手机面世以来，我们是如何被改变的”。《荷里活報道》的弗兰克·谢克（Frank Scheck）表示：“不幸的是，《哈利根先生的手机》的设定虽然引人入胜，但实际上缺少了一些会让它真正令人难忘的必备严肃，简直一点都不吓人。”
《亚利桑那共和报》的比尔·古迪孔茨（Bill Goodykoontz）给出4/5星评价，表示：“正如史蒂芬·金最出色的故事那样，电影最出彩的部分不是恐怖元素（也很少），而是角色的发展历程。”CinemaBlend的埃里克·艾森伯格（Eric Eisenberg）给出2/5星，认为电影“沉闷、累赘，既想讲一个关于成长的故事，又要带点超自然恐怖元素，最终两个类型的情感冲击都不能展示出来。”《衛報》的本杰明·李（Benjamin Lee）给出2/5星，认为电影“还算及格，但微不足道，适合在万圣节前用来打发时间”。IGN的莱恩·累斯顿（Ryan Leston）表示：“更糟糕的是，在超长的片长中，电影几乎没有展现出恐怖的地方，尽管故事本身有吓人的潜质。”